# Hospital Damas
El Hospital Damas antes llamado 'Santo Asilo de Damas, es centro hospitalario de 149 o 150 años de antigüedad, con 331 camas y que tiene funciones de enseñanza, en Ponce, Puerto Rico.
El hospital de Damas fue fundado en 1863, como Santo Asilo de Damas por la Hermana Francisca Cabrera Paz, y fue atendido por las Siervas de María Ministras de los Enfermos desde 1891.
El hospital se encuentra en el centro de Ponce, pero el 6 de mayo  de 1973, se trasladó a su ubicación actual en una nueva torre de 10 pisos en el lado norte de la Autopista 2 de Puerto Rico. La ubicación original de Damas, es ahora el hogar del Parque Urbano Dora Colón Clavell.